# Interieur met slapende man en kousenstoppende vrouw
Interieur met slapende man en kousenstoppende vrouw, ook Interieur met slapende man en vrouw die sokken stopt is een genrestuk van de Nederlandse kunstschilder Wybrand Hendriks, olieverf op paneel, 38 x 33 centimeter groot, gemaakt in circa 1820. Het typisch Hollandse binnenhuistafereel is in eigendom van het Frans Hals Museum te Haarlem, maar bevindt zich als langdurig bruikleen in het Rijksmuseum Twenthe.

## Context
Hendriks was in de periode vóór 1800 een veelgevraagd portrettist onder de gegoede Amsterdamse en Haarlemse burgerij. Na 1800 breidde hij zijn repertoire uit met stadsgezichten en vooral ook genretaferelen, meer voor zijn eigen genoegen. Het hier besproken, ongedateerde kleine paneeltje Interieur met slapende man en kousenstoppende vrouw, wordt algemeen beschouwd als het topstuk van de kunstenaar op het gebied van binnenhuistaferelen. Vergelijkbare, typisch Hollandse werken van Hendriks bevinden zich onder andere in het Rijksmuseum Amsterdam en het Teylers Museum te Haarlem.

## Afbeelding
Interieur met slapende man en kousenstoppende vrouw toont een eenvoudig interieur met twee figuren die zich schijnbaar onbespied wanen. Op de voorgrond is een oudere man met zijn pijp in de mond op een stoel in slaap gedommeld. Rechtsachter zit een vrouw voorovergebogen een kous te stoppen. Het heldere kleurgebruik, het motief van de alledaagse bezigheid, de setting bij het openstaande raam, met het invallende zonlicht dat de achterwand doet oplichten, ademt de sfeer van Johannes Vermeer, zoals bijna alle kunstschilders in het begin van de negentiende eeuw zich nog door Hollandse meesters uit de Gouden Eeuw lieten inspireren.
Toch is Interieur met slapende man en kousenstoppende vrouw in meerdere opzichten origineel te noemen. Met name de compositie die de slapende centraal stelt, prominent gepositioneerd op de voorgrond, is ongewoon en heeft iets humoristisch in zich. Ook valt het contrast van zijn donkere gestalte tegen de lichte achtergrond op, waar zeventiende-eeuwse meesters vooral de hoofdpersoon belichten. Een morele boodschap lijkt in het tafereeltje van Hendriks te ontbreken, of het zou al een verheerlijking van de eenvoudige huiselijkheid moeten zijn. Het geheel ademt rust en harmonie uit.
Interieur met slapende man en kousenstoppende vrouw is ongedateerd, maar in elk geval van na 1800. Het Frans Hals Museum schat het op circa 1820. Hendriks bleef als kunstenaar actief tot 1830.

## Vergelijkbare taferelen

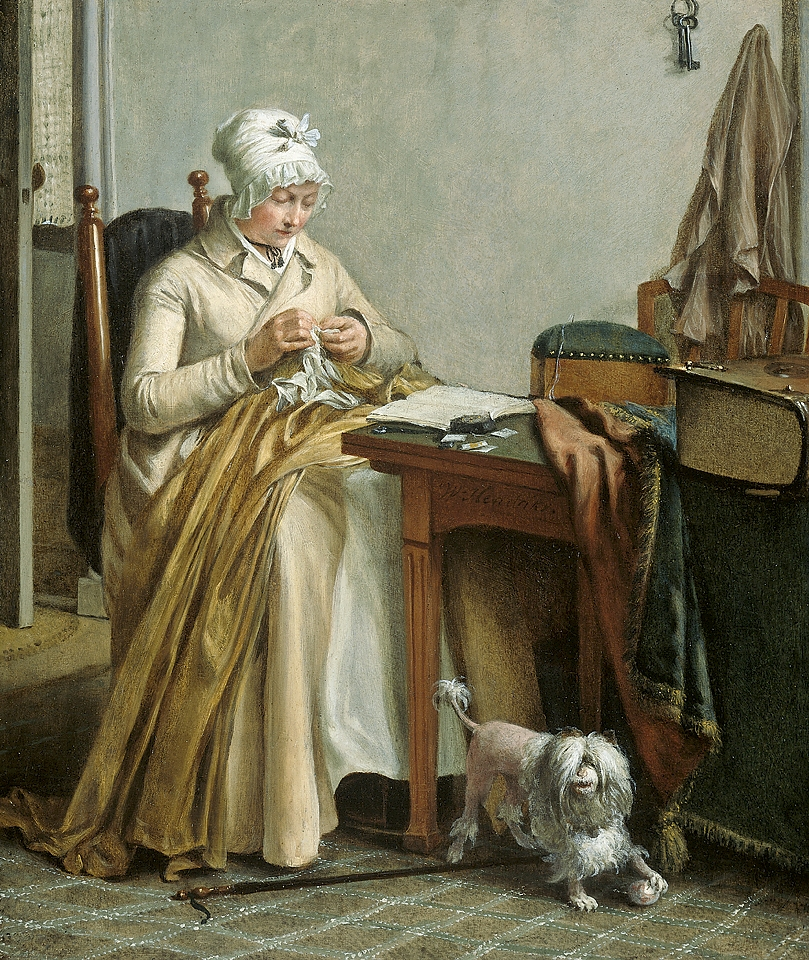
Interieur met een naaiende vrouw, Rijksmuseum
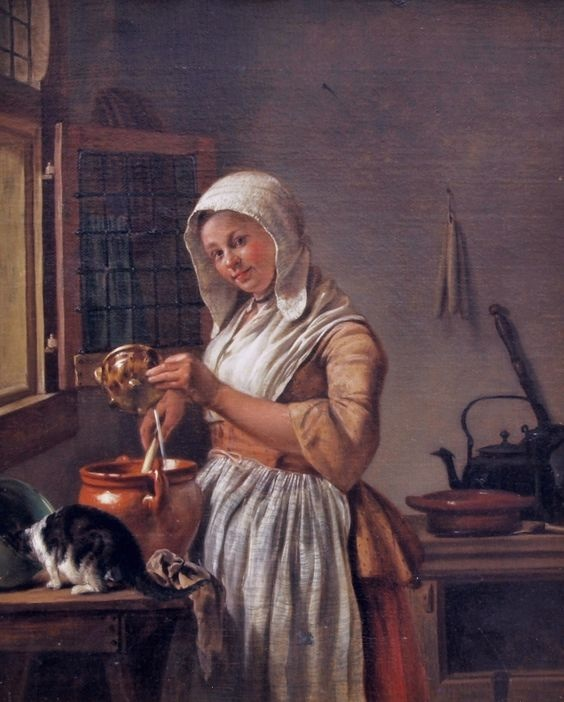
Melkmeisje, Teylers Museum